# Elisabetta Cocciaretto
 Elisabetta Cocciaretto (født 25. januar 2001 i Ancona) er en italiensk tennisspiller. Hendes højeste rankering på WTAs verdensrangliste i single er en 721 plads, som hun opnåede 6. august 2018.
På ITF Junior Circuit havde hun indtil slutningen af august 2018 spillet omkring 90 kampe i single og 55 i double. I double var hun i slutningen af august og starten af september 2018 makker med danske Clara Tauson, hvor de blandt andet tabte en finale i Canada.